# Klucz G

Klucz G

Klucz G – jeden z trzech rodzajów kluczy notacji muzycznej, oznaczający położenie dźwięku g oktawy razkreślnej. Umieszczany na drugiej linii nazywa się kluczem skrzypcowym lub wiolinowym (włos. violino - skrzypce), ponieważ w kluczu tym dawniej notowano zapis skrzypiec.
Kształt klucza G pochodzi od stylizowanej litery G. Po licznych zmianach uzyskał on współczesną formę. Obecnie używany jest wyłącznie jako klucz wiolinowy. Do połowy XIX wieku stosowano również jego odmianę, klucz dyszkantowy, położony o tercję niżej (czyli na pierwszej linii).

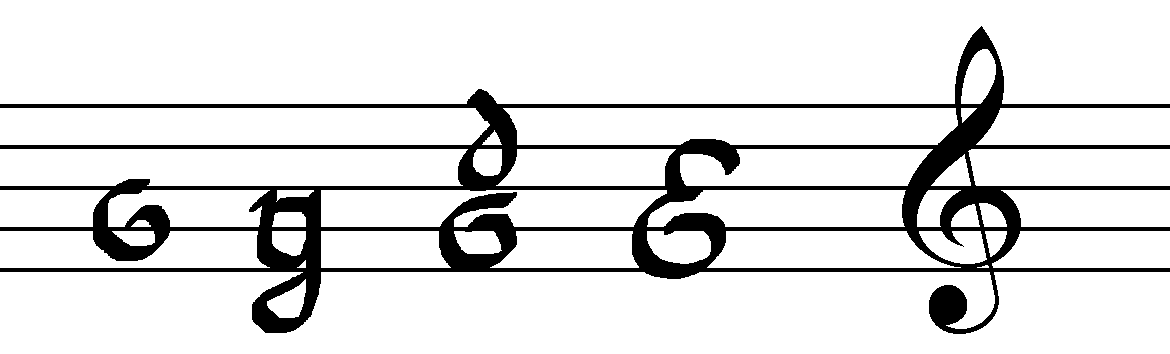
Ewolucja litery G do współczesnego klucza G